# Vanderbilt (Míchigan)
Vanderbilt es una villa ubicada en el condado de Otsego en el estado estadounidense de Míchigan. En el Censo de 2010 tenía una población de 562 habitantes y una densidad poblacional de 192,54 personas por km².

## Geografía
Vanderbilt se encuentra ubicada en las coordenadas 45°8′37″N 84°39′51″O / 45.14361, -84.66417. Según la Oficina del Censo de los Estados Unidos, Vanderbilt tiene una superficie total de 2.92 km², de la cual 2.92 km² corresponden a tierra firme y (0%) 0 km² es agua.

## Demografía
Según el censo de 2010, había 562 personas residiendo en Vanderbilt. La densidad de población era de 192,54 hab./km². De los 562 habitantes, Vanderbilt estaba compuesto por el 95.55% blancos, el 0.71% eran afroamericanos, el 0.89% eran amerindios, el 0% eran asiáticos, el 0% eran isleños del Pacífico, el 0% eran de otras razas y el 2.85% pertenecían a dos o más razas. Del total de la población el 0.89% eran hispanos o latinos de cualquier raza.